# Revolution - 5e du nom
Revolution - 5e du nom è un album postumo della cantante italo-francese Dalida, pubblicato il 6 novembre 2001 da Universal Music.
Si tratta del quinto album postumo di brani remixati del repertorio della cantante.
Questo album contiene, tra gli altri remix, un riarrangiamento del brano Laissez-moi danser proposto dal dj francese Marc Cerrone.
La versione in doppio vinile dell'album venne pubblicata in edizione limitata e numerata.

## Tracce (doppio LP)

### Disco 1

#### Lato A
1. Dans la ville endormie (versione remix 2001)
2. Americana (versione remix 2001)
3. Ci sono fiori (versione remix 2001)
4. Les couleurs de l'amour (versione remix 2001)

#### Lato B
1. Ciao amore, ciao (versione remix 2001)
2. Remember... c'était loin (versione remix 2001)
3. Besame mucho (versione remix 2001)

### Disco 2

#### Lato C
1. Petit homme (versione remix 2001)
2. Le temps des fleurs (versione remix 2001)
3. Rio do Brasil (versione remix 2001)

#### Lato D
1. Laissez-moi danser (versione remix 2001 by Cerrone)
2. J'attendrai (Beach Tempo - versione remix 2001)
3. Pour en arriver là (versione remix 2001)
4. Dali'n love (brano parlato)

## Tracce (CD)
1. Laissez-moi danser (versione remix 2001 by Cerrone)
2. Le temps des fleurs (versione remix 2001)
3. Americana (versione remix 2001)
4. Ci sono fiori (versione remix 2001)
5. Petit homme (versione remix 2001)
6. Remember... c'était loin (versione remix 2001)
7. Ciao amore, ciao (versione remix 2001)
8. J'attendrai (Beach Tempo - versione remix 2001)
9. Dans la ville endormie (versione remix 2001)
10. Les couleurs de l'amour (versione remix 2001)
11. Besame mucho (Paris filter, versione remix 2001)
12. Rio do Brasil (versione remix 2001)
13. Pour en arriver là (versione remix 2001)
14. Dali'n love (brano parlato)